# Spila Nakovana
Spila Nakovana ili Nakovanska Spila je špilja i arheološko nalazište ilirskog svetišta na Pelješcu, u blizini mjesta Nakovana. Arheolozi su u kolovozu 1999. god. otkrili, a u ljetu 2000. god istražili Spilu, netaknuto svetište staro preko dvije tisuće godina.
Najstariji tragovi boravka u nakovanskoj Spili potječu iz vremena oko 6.000 god. pr .Kr. To je bilo vrijeme krupnih promjena koje su zahvatile jadransku obalu i otoke te prelazak lovačko – sakupljačkog načina života na zemljoradnju i stočarstvo. Arheolozi to vrijeme nazivaju mlađim kamenim dobom ili neolitikom. Ranije su na čitavom ovo prostoru ljudi živjeli u malim, pokretljivim zajednicama. O boravku najranijih zemljoradnika u nakovanskoj Spili svjedoče najstariji ulomci lonaca pronađeni zajedno s mnoštvom kostiju ovaca i koza, oko ostataka ognjišta na kojima se pripremala hrana. Živjelo se u malim zajednicama, kuće su im bile skromne i jednostavne građevine od suhozida, zemlje i drva. Ostali su samo ulomci lončarije i kremenih sječiva koje se nalaze rasprostranjene po nakovanskoj visoravni. Pelješac je posut pretpovijesnim gomilama. Oko same Nakovane zabilježeno ih je tridesetak. U složenijem kulturnom krajoliku nakovanske visoravni, mijenja se uloga Spile. Potkraj željeznog doba, središte aktivnosti, premješta se u njenu mračnu unutrašnjost. Stanovnici nakovanske visoravni dolazili su u Spilu kao bi odali poštovanje ili tražili pomoć od nadnaravnih sila koje su vladale njihovim svijetom.
Nakovanska Spila je zapravo prostran, nizak pripećak. Sastoji se od jedne prostorije, petnaestak metara široke pri otvoru i otprilike isto toliko duboke. Nekad su ovdje držali stoku, pa je zato bila pregrađena kamenim suhozidom od kojeg još stoje samo trošni ostaci. Svod je pri ulazu dovoljno visok da se čovjek može uspraviti, dok se prema kraju postepeno spušta sve do razine tla koje je prekriveno krupnim kamenjem. Pred ulazom u špilju nalazi se mala okruglasta zaravan. Danas je zarasla u sjenovit sumrak a nekad se tu nalazilo polje koje je bilo ograđeno suhozidom. Prostor je kao stvoren za odmor nakon uspona, prije ulaska u samo svetište. Prva dvorana u unutrašnjosti Spile služila je kao svetište u kojem su održavane obredne gozbe i ostavljeni zavjetni darovi.

## Stalagmit
Predmet koji odmah privlači pozornost u unutrašnjosti Spile je jedan jedini osamljeni stalagmit, simbol zaštitnika svetišta.  Visok je 65 centimetara, nalazi se na dnu prostrane dvorane. Kroz tijesni ulaz do njega dopire blijedi tračak dnevnog svijetla, pa njegovi svijetli obris oštro odudara od špiljske tame. Stalagmit je i danas aktivan. Po njemu kaplje voda s jednog od mnoštva malih stalaktita koji krase strop dvorane. Dublje u unutrašnjost špilje ima još nekoliko stalagmita slične veličine. Iskopavanja su pokazala da stalagmit stoji na zemlju, na slojevima koji sadrže ulomke pretpovijesne lončarije i vatrišta. Rezultati analize pokazuju da su na tom mjestu vatre posljednji put gorjele sredinom četvrtog tisućljeća prije Krista. Metodom radioaktivnog ugljika može se odrediti starost sige od koje je stalagmit sazidan. Rezultati su pokazali da je stalagmit razmjerno mlad: počeo je rasti oko 2.000 god. pr. Kr.  Moguće je da je stalagmit izrastao ondje gdje se nalazi, no također postoji mogućnost da ga je netko tamo postavio. Stalagmiti rastu vrlo polagano. Nastaju izlučivanjem i postepenim nakupljanjem kalcijevog karbonata iz vode koja kaplje sa stropa špilje. Stalagmit koji je stajao u žarištu događaja nije bio samo mrtvi komad sige, već utjelovljenje neke nadnaravne sile. O obredima koji su se događali u špilji, pretpostavlja se da su sudjelovali samo muškarci. Klasični kandidati za zaštitnika svetišta su Dioniz, Prijap i Pan.

## Nalazi
Malo dalje od stalagmita ležale su tisuće ulomaka finih helenističkih ploča. Većina posuđa služilo je za konzumiranje hrane i pića. Među tisućama keramičkih ulomaka pronađena je nekolicina keramike s ugrebenim slovima. Radi se o grafitima, kratkim natpisima. Neki su pisani grčkim alfabetom, a drugi rimskim pismom, odnosno latinicom. Važno je istaknuti da su istraživači u nakovanskoj Spili zatekli jasne tragove gozbe. Najviše je različitih čaša, šalica, vrčeva. Veliki komadi finih posuda elegantnih oblika i tankih stijenci, ukrašeni crnim, crvenim i bijelim slikanjem pripadaju helenističkoj keramici iz trećeg ili četvrtog stoljeća prije Krista. Oko stalagmita ih je gotovo pronađeno stotinjak. U špilji su pronađene razmjerno male količine amfora, one nisu imale nekakvu naročitu vrijednost. Pojedini natpisi možda imenuju bogove, ali nisu bili cjeloviti da bi omogućili jednostavno čitanje. Drugu natpisi jasno spominju ljude koji su donijeli darove u svetište. Najduži i najcjelovitiji natpis je onaj na latinskom jeziku koji spominje dvojicu ljudi: Heraklid i Amarto. Iz natpisa se doznaje da jedan od njih nešto daruje svetištu.

## Unutarnje poveznice
- Nakovanska kultura
- Hrvatski povijesni prostor u bakrenom dobu

## Vanjske poveznice
Tajna spile Nakovane: Otkriće i istraživanje ilirskog helenističkog svetišta na Pelješcu, feljton u Slobodnoj Dalmaciji, Stašo Forenbaher i Timothy Kaiser:
1. Špilja s tragovima tajanstvenih obreda 15. travnja 2002.
2. Zatečeni skladom prirodne arhitekture 16. travnja 2002.
3. Misterija osamljenog stalagmita 17. travnja 2002.
4. Svjetlo u tisućljetnome mraku 18. travnja 2002.
5. "Sumnjivi" arheolozi 19. travnja 2002.
6. Pelješac kao dio složenog mozaika 20. travnja 2002.
7. Istraživači "nakovanske kulture" 21. travnja 2002.
8. Osam milenija od prvog čovjeka u Spili 22. travnja 2002.
9. Grobne gomile za lokalne moćnike 23. travnja 2002.
10. Konture špiljskog svetišta 24. travnja 2002.
11. Dodir ovog i "drugog" svijeta 25. travnja 2002.
12. Je li posuđe obredno uništavano? 26. travnja 2002.
13. Gozbe uz svjetlo obrednih baklji 27. travnja 2002.
14. Iliri u "širem" i "užem" smislu 28. travnja 2002.
15. Grčki pomorci, trgovci i kolonisti 29. travnja 2002.
16. Rimski ratovi i rimski mir 30. travnja 2002.
17. Kome je pripadalo svetište u Spili? 2. svibnja 2002.
18. Spila sačuvana za budućnost 3. svibnja 2002.